# Pointe Milou (Saint-Barthélemy)
 (décembre 2024).
Pointe Milou est un quartier de Saint-Barthélemy dans les Caraïbes. Il est situé dans la partie nord-est de l'île entre Barrière des Quatre Vents, Mont Jean et Marigot, à 4,8 km de Gustavia.
Le territoire de Pointe Milou est plat à l'ouest mais valloné au sud, avec une altitude maximale de 31 mètres. Le point culminant aux alentours est le Morne Vitet situé à Vitet à 271 mètres d'altitude, et à 1,9 km au sud de la Pointe Milou. Celle-ci n'est peuplée que de quelques habitants. La plus grande ville la plus proche est Gustavia, à 4,8 km au sud-ouest de Pointe Milou.